# Axinella polypoides
Axinella polypoides är en svampdjursart som beskrevs av Schmidt 1862. Axinella polypoides ingår i släktet Axinella och familjen Axinellidae. Inga underarter finns listade i Catalogue of Life.

## Bildgalleri

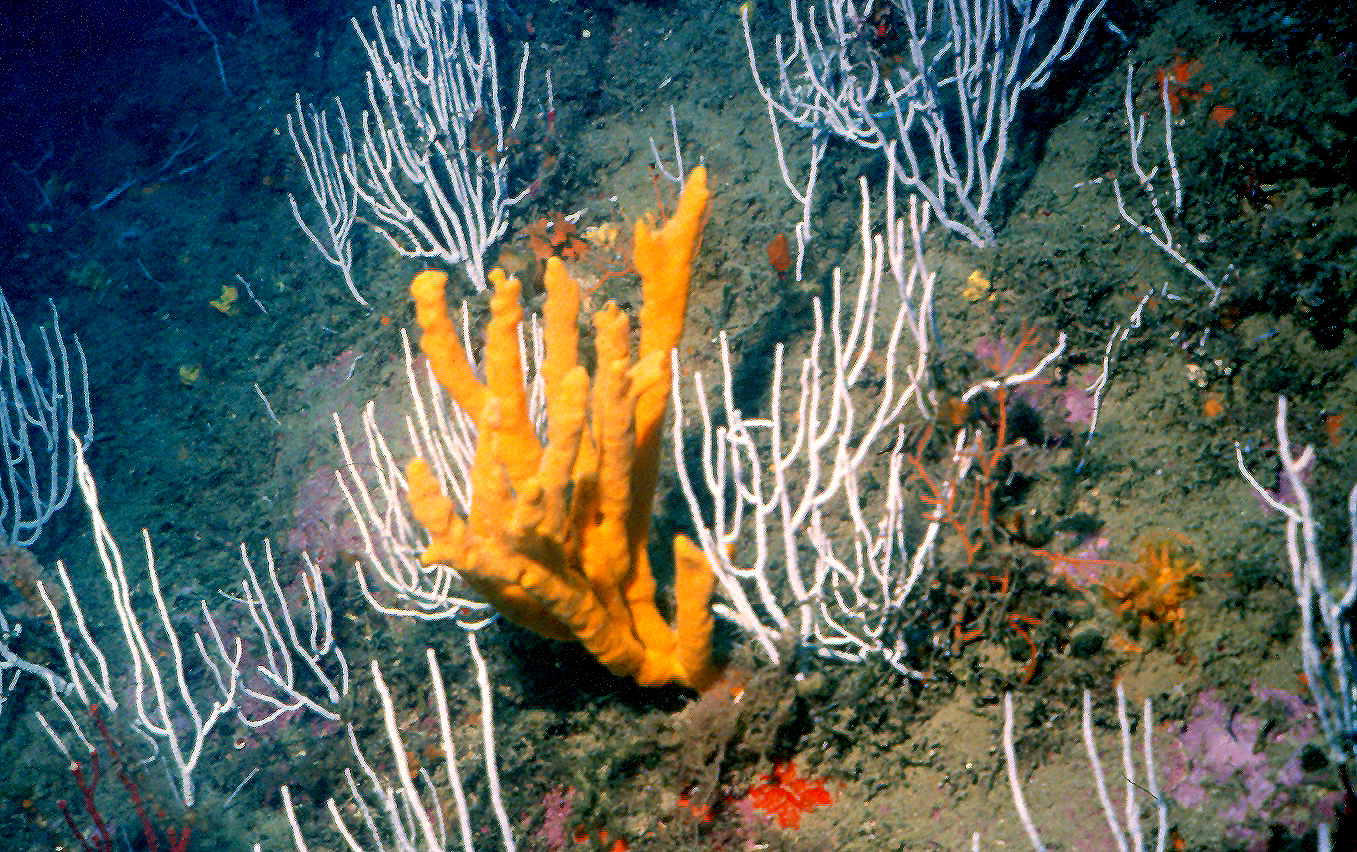
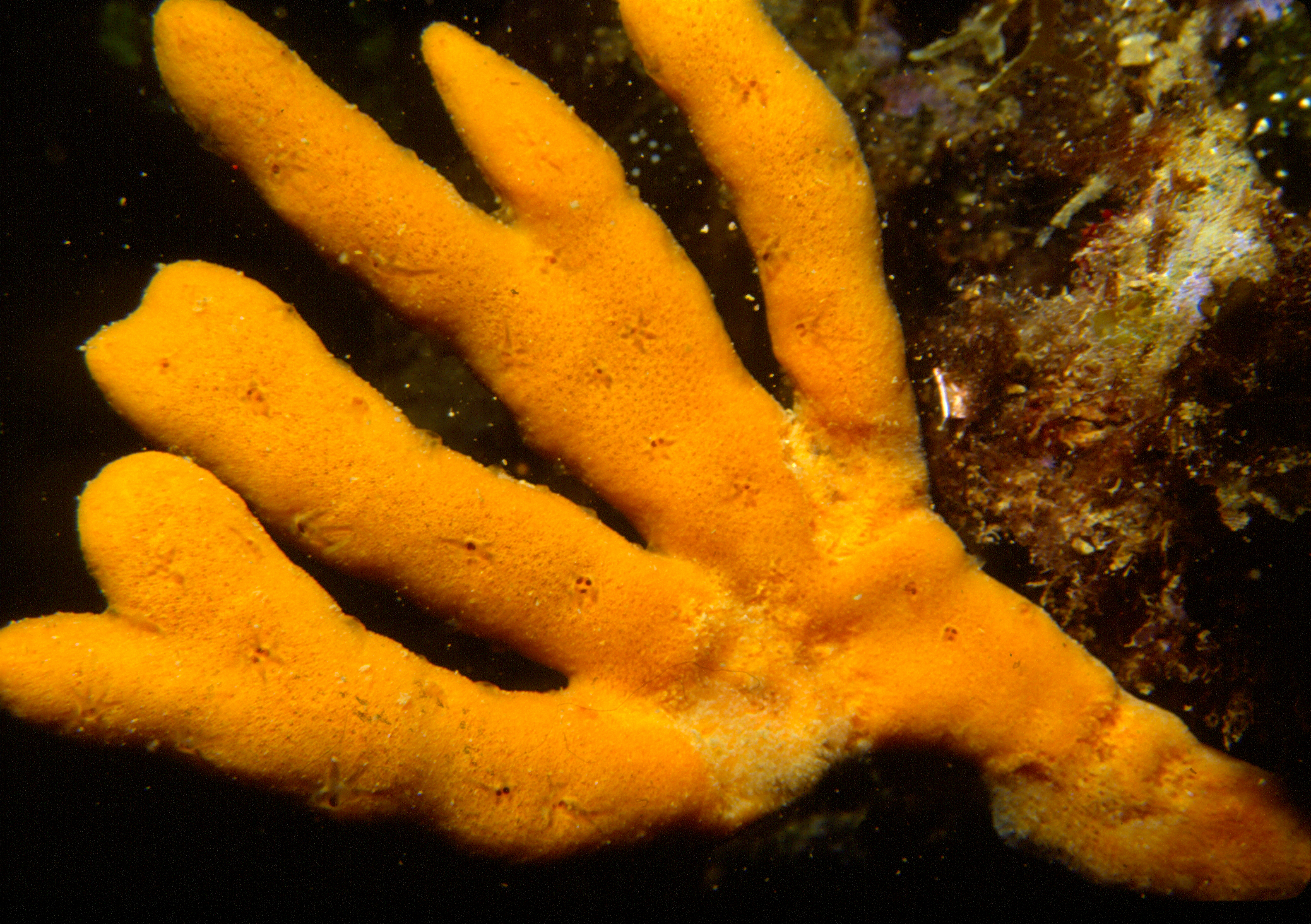
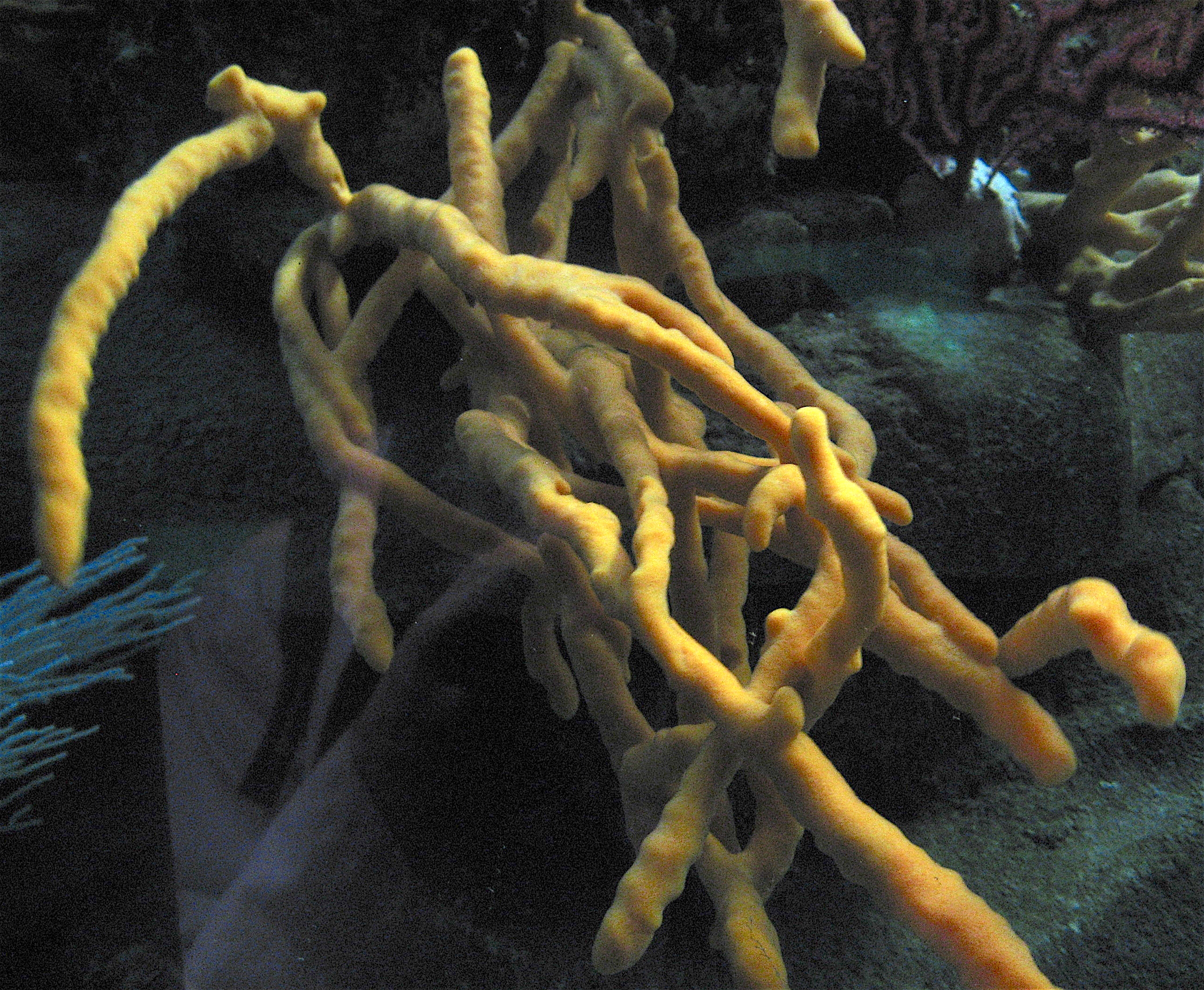
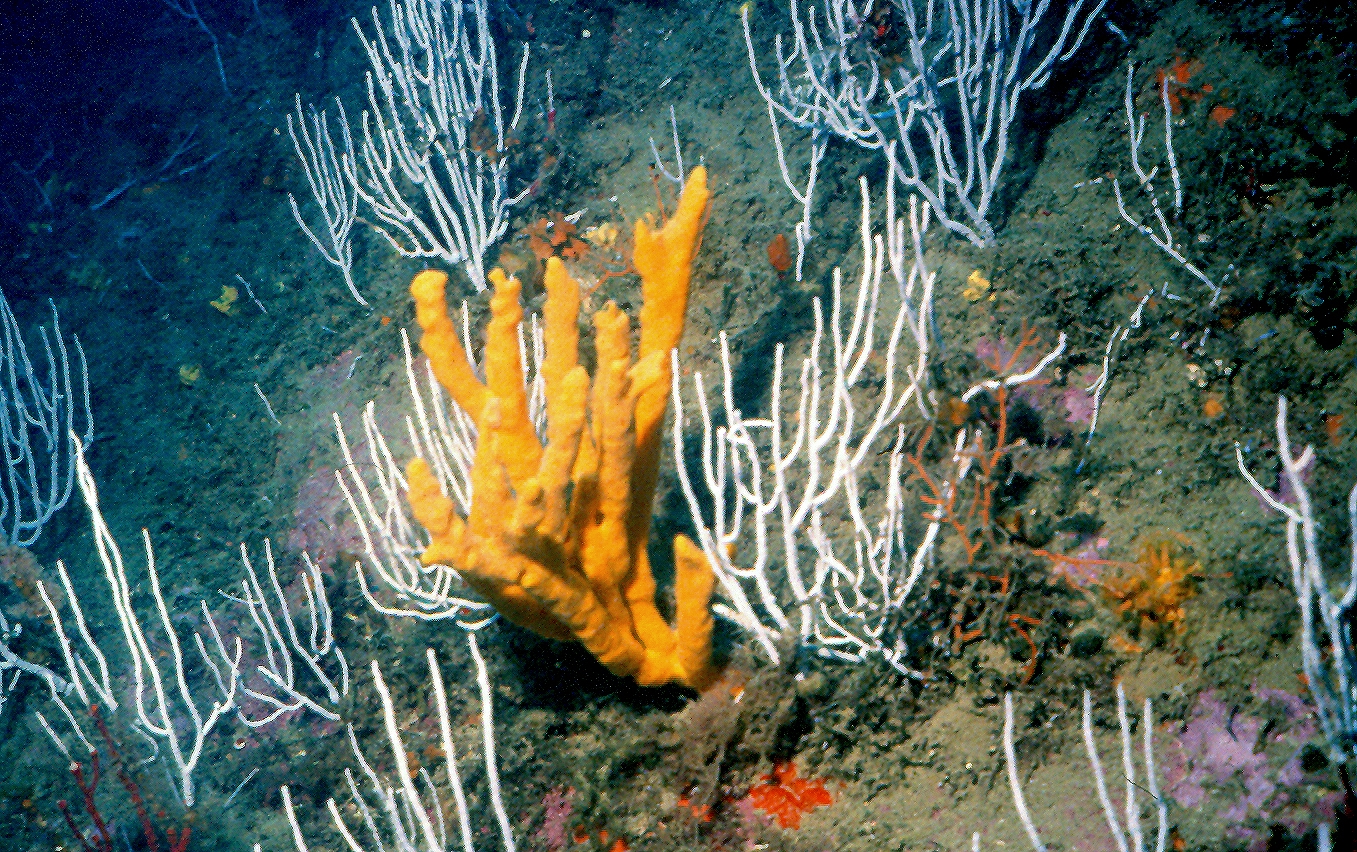
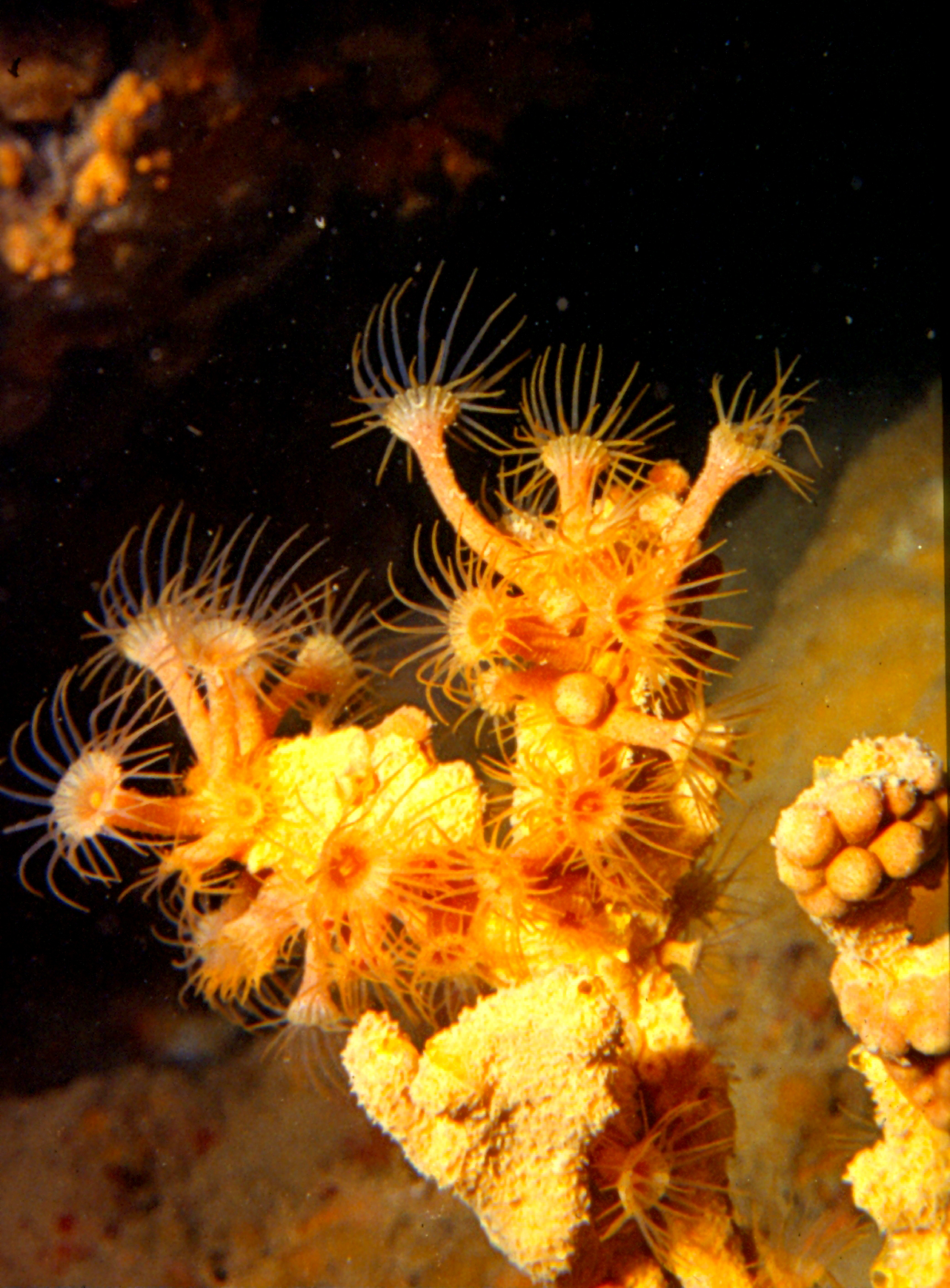